# 烏特科山
14°32′45″S 72°48′27″W / 14.54583°S 72.80750°W
烏特科山（Utkhu），是秘魯的山峰，位於該國南部阿普里馬克大區，由安塔班巴區和胡安埃斯皮諾薩梅德拉諾區負責管轄，屬於萬索山脈的一部分，海拔高度4,800米。